# مقاطعة جينيسي (نيويورك)
مقاطعة جينيسي (بالإنجليزية: Genesee County)‏ هي إحدى المقاطعات في ولاية نيويورك في الولايات المتحدة الأمريكية.

## أعلام
- إدوين إي. هويل
- ألبرت جي. بور